# Marco Fantuzzi da Bologna
Marco Fantuzzi, auch Markus von Bologna, geboren als Pace (Pasotto) Fantuzzi (* 1405 in Bologna; † 10. April 1479 in Piacenza) war Priester, Klostervorsteher, dreimaliger Generalvikar der franziskanischen Observanten, international aktiver Missionar und Prediger. Er zählte zum Gründerkreis der Monte di Pietà. Sein Kult wurde im Jahr 1868 von Papst Pius IX. bestätigt und Fantuzzi wohl gleichzeitig selig gesprochen.

## Biografie
Pace entstammte der adligen und wohlhabenden Familie Fantuzzi. Er studierte zunächst mit großem Erfolg, bevor er mit 26 Jahren in den franziskanischen Observantenorden eintrat und den Ordensnamen Marco annahm. Er wurde Priester und Klostervorsteher (Guardian) in Monte Colombo. Generalvikar der Observanten Johannes Capistranus bewilligte ihm, in ganz Italien zu predigen, wobei Fantuzzi viel Erfolg hatte. Im Jahr 1450 predigte er in L’Aquila. Er wurde zweimaliger Provinzial, bevor er Capistrano im Jahr 1452 als Generalvikar der Observanten ersetzte. Fantuzzi war berüchtigt für seine strenge Befolgung (Observanz) der franziskanischen Ordensregel. Er führte einige Reformen ein.
Nachdem im Jahr 1453 die Türken Konstantinopel eingenommen hatten und dort befindliche Franziskanerbrüder unter ihr Kommando geraten waren, wurde Fantuzzi um Hilfe zu ihrer Orientierung gebeten. Er sagte ihnen, den Standpunkt zu halten, mutig zu sein und am Glauben festzuhalten. Nach einer Darstellung predigte er den Kreuzzug gegen die Türken.
Mithilfe Katharinas von Bologna, die in ihm einen ausgezeichneten geistlichen Führer und Beichtvater sah, gründete er in Bologna einen Klarissen-Konvent. Fantuzzi besuchte angeblich alle „franziskanischen Häuser“ in Candia, Rhodos und Palästina und reiste unter anderem als Prediger nach Bosnien, Dalmatien, Istrien, Polen, Russland, Österreich und Deutschland.
Fantuzzi wurde auch in den Jahren 1464 und 1469 für die übliche Dauer von jeweils drei Jahren Generalvikar der Observanten. Papst Paul II. wollte Fantuzzi im Jahr 1471 als Kardinal gewinnen, was letzterer aus Demut ablehnte und nach Sizilien floh.
Als Papst Sixtus IV. die Observanten mit den Konventualen wieder zu einem einzigen Orden vereinigen wollte, sprach sich Fantuzzi in einem Treffen mit ihm dagegen aus, weil es all die Arbeit zunichtegemacht hätte, für die Fantuzzi sein Leben lang gearbeitet hatte. Er rief Franz von Assisi beim Gebet an, wenn er nicht weiterwusste, und war letztlich erfolgreich. Die Zweige der Franziskanischen Familie bestehen noch heute.
Fantuzzi starb am 10. April 1479 in Piazenza, wohin er sich zum Fastenpredigen begeben hatte.
Papst Pius IX. bestätigte im Jahr 1868 Fantuzzis Ordensreform. Vermutlich damit einhergehend sprach er ihn selig.